# حشره‌خوار دندان‌سفید کنگو
حشره‌خوار دندان‌سفید کنگو (نام علمی: Crocidura congobelgica) نام یک گونه از سرده حشره‌خوارهای دندان‌سفید است.